# エバラード・ディグビー
エバラード・ディグビー（Sir Everard Digby、1578年頃 - 1606年1月30日）は、イングランド史において、プロテスタントのイングランド国王ジェームズ1世を暗殺し、カトリックの君主に挿げ替えようとした1605年の過激派カトリック教徒らによる火薬陰謀事件のメンバーの一人。ナイト爵。
イングランドのレスターシャーにて、父はエスクワイア（郷士）という由緒あるディグビー家の長男として生まれる。プロテスタントの家庭で育ち、若くして裕福な妻メアリーと結婚するが、後に彼女と共に密かにカトリックに転向した。これを行ったイエズス会のジョン・ジェラード神父と交友関係を持ち、イエズス会の要人ヘンリー・ガーネット神父の巡礼などにも妻と共に帯同した。一方でエリザベス女王の時代から王宮に出入りして他の貴族たちと交友関係を持ち、1603年4月にはナイト爵を受爵された。
1603年にイングランド王としてジェームズ1世が即位すると、多くのカトリック教徒たちはカトリックへの寛容政策を期待していたが、次第に失望に変わった。その一人である過激派のロバート・ケイツビーは貴族院（ウェストミンスター宮殿）で行われる議会開会式にて、議場を大量の火薬をもって爆破し、ジェームズ及び政府要人らをまとめて暗殺した上で、同時にミッドランズ地方で民衆叛乱を起こし、カトリックの傀儡君主を立てることを計画した。
ディグビーが陰謀に加わったのは1605年9月過ぎで、共通の友人であるジェラード神父を介してケイツビーと知り合ったと思われる。既に資金が尽きていた彼らに請われてロンドンのアジトの家賃の肩代わりを行ったが、ディグビー自身がどこまで計画に関与し、また全貌を知っていたかは不明である。ディグビーの作戦決行日の任務は「狩猟隊」を率いて、傀儡君主候補であるジェームズの9歳になる娘エリザベス王女を確保することであった。
しかし、陰謀を密告する匿名の手紙に基づき、イングランド当局は計画決行日の前日である1605年11月4日の深夜にウェストミンスター宮殿の捜索を行い、貴族院の地下室にて、大量の火薬とそれを管理していたフォークスを発見し、計画は露見した。
当時ディグビーは王女誘拐のためジョン・グラントと共にダンチャーチで待機していた。失敗を知ったケイツビーらは当初予定通りミッドランズで反乱を起こして最後の抵抗を試みようとし、ダンチャーチでディグビーら合流すると、彼らに計画は成功し、ジェームズとその側近ロバート・セシルは死んだと嘘を伝えた。その後、ディグビーは仲間と共にウォリック城やウィンザー卿の空き家を襲うなどして物資調達を行ったが、ロンドンの失敗は知れ渡り、反乱に協力や支持する者も現れず、計画は頓挫した。ディグビーは7日夜のうちに逃亡した。
11月8日の早朝に、ケイツビーらは滞在していたスタッフォードシャーのホルベッチ・ハウスを、ウスターの州長官率いる200人の部隊に襲撃され、その戦闘の中でケイツビーら何人かは射殺され、生き残った者はそのまま逮捕された。前夜に逃亡していたディグビーであったが即日発見され、すぐに逮捕された。そして他の仲間たちと共にロンドン塔に投獄された。
その後、1606年1月27日のウェストミンスター・ホールにおける裁判では起訴事実に対して唯一罪を認め、その上で弁明によって減刑を嘆願した。しかし、無駄に終わり、他の者たちと同様に大逆罪での首吊り・内臓抉り・四つ裂きの刑が宣告された。
同月30日にディグビーは他3人の仲間と共にセント・ポール教会堂で処刑された。

## ディグビー家と前半生
ディグビー家はレスターシャーの一族である。祖先のジョン・ディグビー卿（1269年没）は十字軍に2度従軍し、1418年までにエバラード・"グリーンリーフ"・ディグビーはティルトンの領主を務め、ドライストーク（ストーク・ドライ）の所有者で、ラットランドの評議会議員でもあった。エバラードは1461年にヘンリー6世のためにエドワード4世との戦いで命を落とし、一族の財産の多くも失った。しかし、1485年に彼の息子たちがヘンリー7世のために戦って勝利し（ボズワースの戦い）、家運は好転した。
エバラード・ディグビーはエスクワイア（郷士）のエバラード・ディグビー（1592年死去）とその妻マリア（レスターシャーのキーソープのフランシス・ニールの娘）の間に生まれた。従姉妹には自らを危険に晒しながらも長年にわたってヘンリー・ガーネットといったイエズス会の要人を匿ってきたアン・ヴォークスがいる。
おそらく16世紀の学者エバラード・ディグビーの近親者と思われるが、1605年に亡くなったこの学者が彼の父親でないことは明らかである。幼いエバラードと彼の13人の兄弟が生まれた時はまだ結婚しておらず、またエバラードの実父は1592年の死後に「エスクワイア」と付けて呼ばれるが、彼はエスクワイアではなかった。
1596年、まだ10代だったディグビーはバッキンガムシャーのゲイハースト・ハウスに住む若き相続人メアリー・マルショウ（Mary Mulshaw、またはMushlo）と結婚した。記録では結婚生活は幸せなものであったとされ、1603年にゲイハーストにて息子ケネルム、また1605年にジョンという2人の息子に恵まれた。
他のイングランド人カトリック教徒とは異なり、ディグビーは国教忌避者法を直接経験したことはほぼなかった。ディグビーは父の死後に大法官庁裁判所が後見となったこと、またプロテスタントの家庭で育ったためであった。
ディグビーがカトリック教徒に転向したのは妻メアリーの影響だった。まず、彼女がイエズス会の神父ジョン・ジェラードによってカトリックに転向した。その後、ディグビーが重病を患った際に、ジェラードは彼もカトリックに転向させることに成功した。ディグビーとジェラードは手紙や会話する際には互いを「兄弟」と呼びあっていたなど、親しい関係であったという。また、ジェラードは長男ケネルムの名付け親であり、ディグビー夫妻はゲイハーストに礼拝堂と聖具室の隠し部屋を設けた。
ディグビーはエリザベス女王時代の宮廷にも頻繁に出入りし、恩給生活を受けるジェントルたちと非公式な関係を築いていった。
しかし、おそらく結婚によって所有地が大幅に拡大したことで宮廷を離れて自領の管理に専念すようになった。ただ、父親時代からの高い地代を払えないティルトンの借地人たちが王室に救済を求めたことから、彼は容赦のない地主であったことがうかがえる。
その後、バッキンガムシャーのグレート・ミセンデンの土地を購入し、また、女王の死から1カ月後の1603年4月24日には、ベルボア城でジェームズ1世からナイトの称号を授与され、その社会的地位は向上した。
この4日後には、ロンドンで行われた女王の葬儀にも参列した。

## 火薬陰謀事件
1603年にカトリックを弾圧したエリザベス女王が亡くなり、ジェームズ1世がイングランド国王に即位した。彼自身はプロテスタントであったものの、彼の母であるスコットランド女王メアリーはカトリックの殉教者と見なされていたため、イングランド国内のカトリック教徒の多くは彼がカトリックへの寛容政策をとるのではないかと期待していた。実際に即位直後は寛容的な態度を見せたものの、妻アンにローマ教皇から密かにロザリオが贈られたことなどが発覚し、1604年2月にはカトリック司祭の国外退去命令が出されたり、国教忌避者に対する罰金の徴収が再開された。これによりカトリック教徒たちは国王に大いに失望した。その中の一人である過激派のロバート・ケイツビーは、議会開会式にて議場を大量の火薬で爆破してジェームズ及び政府要人をまとめて暗殺し、また同時にミッドランズ地方で反乱を起こしてカトリックの傀儡君主を立てることを計画した（火薬陰謀事件）。

### 陰謀への参加
1605年8月下旬から9月上旬にかけて、ディグビー夫妻は、自宅に匿っている潜伏神父であるイエズス会のエドワード・オールドコーンと共に、ヘンリー・ガーネットとアン・ヴォークスが企画した巡礼の旅に参加した。この旅はエンフィールド近郊のホワイト・ウェッブズから、ウェールズのホリウェルにある聖ウィニフリッドの井戸へ向かうというものであった。ノーブルック、ウスター近郊のハディントンコート、シュルーズベリーを経て、最後にウェールズに向かった。道中で同行者を増やしていき、9月中旬には30人ほどとなっていた。ウェールズから戻ると亡くなったばかりのトマス・トレシャム（フランシス・トレシャムの父）の家であるラシュトン・ホールに向かい、そこからディグビーの家であるバッキンガムシャーのゲイハースト・ハウスへと移動した。
10月21日、ディグビー夫妻はハローデンにて、ガーネット神父やアン・ヴォークスらと共に遅れた聖ルカの饗宴を祝っていた。そこでディグビーはロバート・ケイツビーに会った。8月までに一味は9人となり計画準備は着々と進んでいたが、資金が枯渇しており、新たな仲間を欲していた。このためにケイツビーはディグビー以外にも裕福なカトリック教徒で反乱の際に必要な軍馬を保有するアンブローズ・ルックウッドや、ケイツビーの従兄弟で裕福なカトリック教徒であるフランシス・トレシャムを仲間に引き入れた。
ディグビーがどこまで計画の全貌を知っていたかは不明だが、著述家のアラン・ヘイズによれば、計画を打ち明けられたディグビーはショックを受け、カトリックの友人はどうなるのかと心配した。
また、ディグビーはガーネット神父やイエズス会はこの事を承知しているのかと問いただすと、ケイツビーは彼らがこのような行為は認めないと確信しながらも、彼らの承認なしには行動しないと嘘をついた。そして他の仲間たちの名前を挙げ、ゲイハーストに到着したら、すぐに自分たちの宗教が国王殺し（レジサイド）を認めていることを証明してやると約束し、ディグビーがガーネットに告白してイエズス会の考えを知ることを思い留まらせた。
実際の計画においてケイツビーは、「（エリザベス王女の誘拐という）大義名分を果たすためには、その方がいい」としてディグビーにスロックモートン家の当主からコートンコートを借りるように言った。そして「狩猟隊（hunting party）」（武装した騎馬の集団）を組織し、ある種の軍事作戦の準備を担うことになった。
また、資金援助も行い、トマス・パーシーが滞納していたウェストミンスターの物件の家賃1500ポンドを肩代わりすることを約束した。
計画の残りの詳細部分は10月にロンドンとダヴェントリーの酒場で決まった。11月5日の議会開会式を狙い、ガイ・フォークスが貴族院地下室の火薬樽に結んだ導火線に火を付けた後、テムズ川を渡って現場を離れる。時を同じくしてミッドランズ地方で反乱を起こし、ディグビー率いる「狩猟隊」がエリザベス王女を確実に確保する。その後、フォークスはヨーロッパのカトリック勢力にイングランドの状況を説明するため、大陸に向かうというものであった。

### 狩猟隊と準備

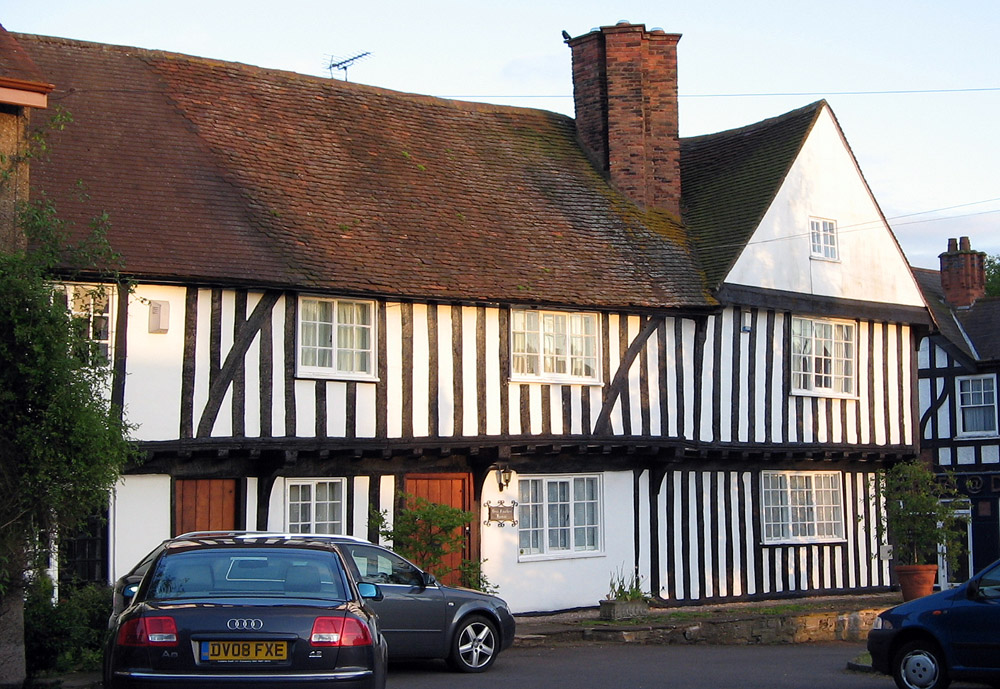
ディグビーは決起に備え待機していた「レッド・ライオン」の写真。現在はガイ・フォークス・ハウス（Guy Fawkes House）に改称されている。

11月2日、ゲイハーストで狩猟隊の準備をしていたディグビーは、ジェラードの訪問を受けた。邸宅に人がほとんどいないことに気づいた彼は、何か問題が発生しているのか、また、それをガーネット神父は知っているのかと尋ねた。ディグビーは、2週間前にこの計画がイエズス会の承認を得たものだと説明されていたにもかかわらず、彼を巻き込みたくない一心で「知っていることも、教えられることもない」と答えた。後にジェラードはこの時の会話を根拠に陰謀計画を知っていたと批難されたが、一方で彼自身はディグビーを思い止まらせる機会を失ったことを後悔していた。
決行日前日の11月4日、ディグビーは使用人と共に狩猟隊の待機場所となるダンチャーチの宿屋「レッド・ライオン」に陣取っていた。彼は「紫で縁取られた白いサテンのダブレット」など、いくつかの服を持っていった。また、叔父のロバート・ディグビー、ハンフリー・リトルトン、その甥のスティーブン・リトルトンも同席していたが、彼らは関与していなかった。彼らとの夕食後に、計画に関与している仲間のジョン・グラントとその友人が合流した。また、計画の同志であるウィンター兄弟の義兄弟であるジョン・ウィンターも招かれていた。翌朝、一行はハモンド神父が執り行うミサに参加してから移動した。

### 陰謀の露見と逃走
決行日まで10日と迫った10月26日、モンティーグル男爵の元に差出人は不明で陰謀を示唆する警告の手紙が届けられた。彼はこれを即座に国王秘書長官ロバート・セシルに報告し、未だ全貌がわからないものの、イングランド当局が陰謀を察知することになった。
11月4日の深夜、当局が貴族院を探索したところ、その地下室にてガイ・フォークスと大量の火薬が発見された。
フォークス逮捕のニュースを聞いたロンドンに残っていた仲間たちは即座に街を脱出し、ケイツビーらがいるミッドランズに向かった。彼らよりロンドンの状況を知らされたケイツビーは、「狩猟隊」を率いるディグビーらと合流するためにダンチャーチに向かった。
ダンチャーチでディグビーとケイツビーは合流した。そこでケイツビーは国王とセシルは死んだと嘘をつき、「もし真のカトリック教徒が今すぐ蜂起すれば、良い条件を手に入れられることは間違いないだろう」と当初通りにミッドランズで反乱を起こすことを促した。ディグビーは納得したが、他の仲間たちは酷く騙されたこと、特に反逆罪に加担させられたことに不満を抱いた。使用人の一人はディグビーに自分たちはどうなるのかと尋ねたが、ディグビーは彼が何も知らないとわかっていたため「しかし、今となってはどうしようもない」と答えた。
11月6日、ディグビーを含む犯人一味はウォリック城を襲撃して物資を調達し、さらにノーブルックに赴きグラントが用意していた武器を回収した。そこからハディントンへと向かい、その道中でケイツビーはコートン・コートにいるガーネット神父や他の神父たちに、事の次第を伝え、カトリックの支持が強いとされるウェールズでの挙兵に協力することを要請する手紙を書いてベイツに届けさせた。手紙を読んだガーネットは、ケイツビーの思惑に反して、彼とその仲間たちに「邪悪な行為」を止め、教皇の説教に耳を傾けるよう懇願した。コートン・コートには妻メアリーもおり、神父が彼女を慰めようとすると泣き始めた。
11月7日早朝、ルックウッドは仲間たちと共にハディントンにて告解を行い、聖餐式に臨んだ。主要メンバーと支援者、そしてディグビー率いる狩猟隊を含めた一味の数は、この時点で36名にまで数を減らしていた。降り止まぬ雨の中で彼らはヘウェル・グランジにあるウィンザー卿の空き家で武器や弾薬、資金を手に入れた。未だ彼らが期待していた大規模な反乱の目論見は、地元民の反応によって打ち砕かれた。彼らは、反乱者たちの「神と国」のためという意見に対し、「神と国だけではなくジェームズ王も支持している」と答えた。午後10時頃、一行はスタフォードシャーとの州境にあるホルベッチ・ハウスに到着した。疲労困憊の彼らはヘウェル・グランジで奪った火薬を乾かすため火の前に広げたが、ここに火の粉が掛かり、火柱が上がった。この炎にルックウッドほか、ケイツビー、グラント、そして狩猟隊の一人が飲み込まれた。火傷を負うもまだマシだったケイツビーとルックウッドに対して、グラントは失明した。ここに至ってディグビーほか、ベイツやロバート・ウィンターは逃亡することを決めて、夜の内に姿を消し、ケイツビーら残った者たちは王の追跡者たちを迎え撃つ決意を固めた。

### 降伏とロンドン塔への収監
11月8日早朝、ホルベッチハウスは州長官率いる200人の部隊に包囲・急襲され、ケイツビーやトマス・パーシー、ライト兄弟は殺され、トマス・ウィンターら生き残った者は捕縛された。前夜のうちに逃亡していたディグビーは2人の使用人（おそらくベイツとその息子）と数頭の馬を連れて近くの森に隠れていた。彼は自首するつもりであったとされ、また、もっと身分の高い人物に投降するつもりであったが、足跡を発見され、すぐに捕捉された。結局、ためらいながらも、追跡者たちの中で、もっとも年長者に見える人物に出頭した。
ディグビーがロンドン塔への連行中に、ゲイハーストは略奪され、使用人の持ち物は盗まれ、家畜は安く売られ、妻メアリーは貧困に陥った。後に州長官は「大応接間（great parlour）の床まですべての物品を運び去った」と述べている。
ロンドン塔ではディグビーの衣類が入った2つのトランクが調べられ、中から100ポンド分の金貨と50ポンド分の銀貨が見つかった。塔の補佐官であるウィリアム・ワッドは食費と寝具代のために50ポンドを徴収してもよいか確認を行った。
ディグビーはジェームズに謁見し直接弁明しようとしたが失敗に終わった。フレイザーの見解では、彼の事件への関与は限定的であったか、もしくは「驚くほど世間知らずで、主君の慈悲を信じていた」ことがうかがえるとしている。収監中は秘密の手紙を書くことに忙しく、これはロンドン塔より密かに送付され、1665年にケネルム・ディグビーが亡くなるまで再発見されることはなかった。
幸いガイ・フォークスのように拷問を受けるようなことはなかったが、手紙の中には尋問官から裏切りの誘いがあったことを仄めかすものがあった。この手紙の中では尋問官への協力を拒否したことを語り、自身の欺瞞を誇り、仲間のカトリック教徒がこの陰謀に嫌悪感を抱くことを防ぐ手立ては自分にはなかったと説明している。
また、ディグビーは独房の壁に碑文を刻んだが、これは1996年現在にも現存している。
1605年12月、妻メアリーはセシルに手紙を書き、バッキンガムシャーの州長官が私欲のために邸内のものを略奪することを許し、彼女の服まで奪われ、衣服やリネンが一切与えられていないことを訴えた。また、夫の助命と国王ジェームズへの執り成しを求めた。

## 裁判と処刑

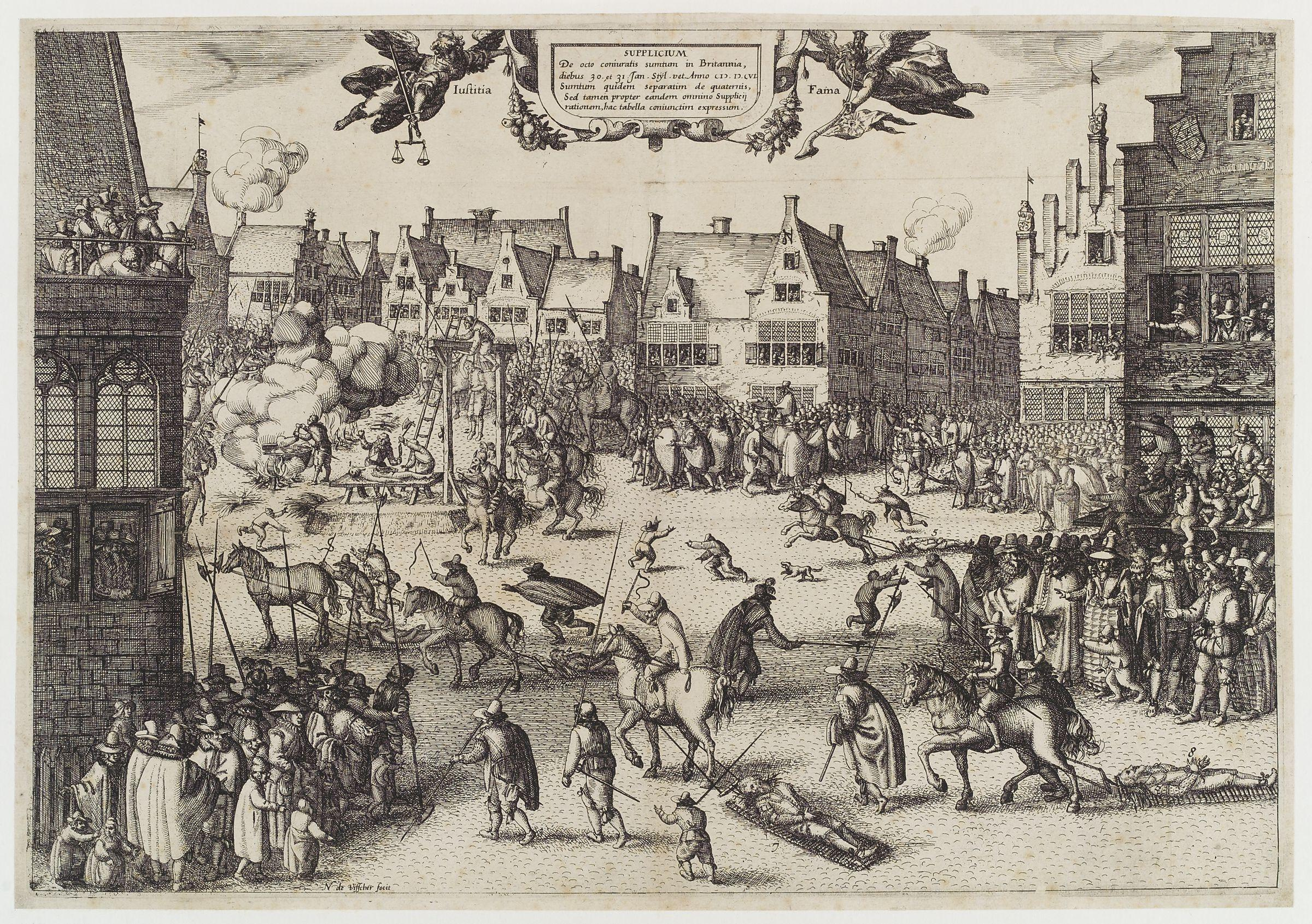
火薬陰謀事件の犯人らが首吊り・内臓抉り・四つ裂きの刑で処刑される場面を描いた版画。

1606年1月27日、ウェストミンスター・ホールにおいてディグビーは生き残った他7人の仲間たちと共に裁かれた。国王とその家族も密かに傍聴する中、犯人たちの罪状が読み上げられた。この中でディグビーだけは別件の容疑で起訴され、また他の仲間たちが無罪を主張する中で、唯一罪を認めていた。
黒いサテンのスーツと"とても上質なガウン"（tuff taffetie gown）を身に纏ったディグビーは、短いながらも感動的な弁明を行い、ケイツビーへの敬愛の念とその宗教的動機を説明することで自分を擁護した。具体的にはジェームズがカトリック教徒に対する寛容の約束を破ったと非難し、国教忌避者に対するより厳しい法が施行される恐れを不安視したことを語った。その上で、自分の罪が家族に及ばないこと（資産を没収しないように願った）、斬首刑にしてくれるよう慈悲を願った。
しかし、彼の主張のほとんどは聞き入られることはなく、検察は国王への背信行為を軽蔑し、何もせずに済むような寛大な処置を求めたことを嘲笑した。
他の仲間たちと共に大逆罪で首吊り・内臓抉り・四つ裂きの刑が宣告された。広間から連れ出される時、ディグビーは「もしもあなた方の中に私をお許しくださるようおっしゃってくれる方がいるのであれば、私はもっと気軽に絞首台に向かうでしょう」と叫んだ。これに対する返答は短く、「神よ、彼をお許しください。我らもそうします（God forgive you, and we do.）」。
塔での最後の数日間は妻と息子たちに手紙を書き、（兄弟殺しを行った）カインとアベルのようにはならないように記した。また、以下のような詩も書いた。
ディグビーの処刑は1月30日の早朝に執行された。ロバート・ウィンター、ジョン・グラントと共にロンドン塔から、木で編まれたハードルに乗せられて馬で引き回しを受け、オールド・セント・ポール大聖堂の西端にある教会堂に連行された。同様にトマス・ベイツはゲートハウス監獄から引き回された。通りや処刑場には聴衆が集まり、武装した警備隊も万が一の救出に備えて出ていたが、罪人らの家族たちが4人の運命を目にすることを妨げることはできなかった。
4人の中で最初に処刑台に登り、死刑執行人と対面したのは冷たく汚れたディグビーだった。彼は聴衆に向かって自分が法（law）を犯したことはわかっているが、道徳的、宗教的に何の罪（offence）も犯したことはないと語った。そして神と国の赦しを請い、またイエズス会とジェラード神父は無実だと訴えた。彼はプロテスタントの司祭の注意を無視し、ラテン語で独り言を言ってから友人たちに別れを告げた。
そしてディグビーは、シャツ以外の服を剥ぎ取られた。「主よ、主よ、私を救い護りたまえ（O Jesus, Jesus, save me and keep me）」と呟きながら、絞首台の梯子を登り、吊るされた。死刑執行人が短い時間で絞首綱を切ると、ディグビーは処刑台に倒れ込み、その際に額を負傷した。完全に意識が戻った後、次のブロックに連れて行かれ、そこで生きたまま性器の切除、内臓抉り、四つ裂きにされた。続いてウィンター、グラント、ベイツの順で刑は執行された。
残りの4人は翌日にウェストミンスターのオールド・パレス・ヤードで同様の運命をたどることになった。